# Apistogramma iniridae
Apistogramma iniridae är en fiskart som beskrevs av Kullander, 1979. Apistogramma iniridae ingår i släktet Apistogramma och familjen Cichlidae. Inga underarter finns listade i Catalogue of Life.